# Wiesental (Adolzfurt)
Wiesental ist ein zum Bretzfelder Ortsteil Adolzfurt zählender Wohnplatz im Hohenlohekreis im nördlichen Baden-Württemberg. Der Ort geht auf eine historische Hammerschmiede zurück.

## Geographie
Wiesental liegt etwa einen Kilometer südöstlich von Adolzfurt im Tal der Brettach bei der Einmündung des Bernbachs, an der Landstraße 1090 von Adolzfurt nach Unterheimbach.

## Geschichte
Im Jahr 1717 wurde im Wiesental eine Hammerschmiede errichtet, die später in den Besitz der Familie Blezinger kam und 1850 einging. Bereits bei der Erhebung Adolzfurts zum selbstständigen Amtsort 1809 wurde der ursprünglich auch nur Hammerschmiede genannte Ort zu Adolzfurt gezählt. Im Jahr 1864 wurde der Name des umliegenden Tales auch zur Bezeichnung des nur aus einer Häusergruppe bestehenden Ortes. 1865 war die ehemalige Schmiede nebst einem über verschiedene Gemarkungen verteilten Hofgut im Besitz des Freiherren von Hügel, der dort eine Traubenzucker- und Stärkefabrik einrichtete. 1886 wurde die Gesenkschmiede Julius Reitz & Co. eröffnet, die Eisenbahnteile und Spezialwerkzeuge für Sattler und Polsterer fertigte und um 1960 rund 30 Personen beschäftigte. Um 1970 hatte Wiesental 24 Einwohner.